# Maxim Burov
Maxim Alekseyevich Burov (russe : Максим Алексеевич Буров), né le 5 juin 1998 à Iaroslavl, est un skieur acrobatique russe spécialisé dans le saut acrobatique. Il participe aux Jeux olympiques d'hiver de 2018.

## Biographie
Maxim Burov naît le 5 juin 1998 à Iaroslavl. Comme son frère aîné, Ilya Burov il devient skieur acrobatique, et plus précisément sauteur. À quatorze ans il apparaît pour la première fois sur le circuit international lors de l'épreuve de saut acrobatique de Ruka pour le compte de la coupe d'Europe (le 17 décembre 2012). À la fin de la saison suivant il participe à ses premiers championnats du monde junior, à Chiesa in Valmalenco, où il remporte le titre en saut. Fort de ce titre, il réussit une saison pleine sur le circuit européen : cinq podiums, deux victoires et surtout il remporte le classement de la spécialité. Cette saison il découvre également la coupe du monde lors de l'étape moscovite (le 21 février 2015) dont il se classe douzième. En fin de saison il participe à ses seconds mondiaux juniors et remporte la médaille d'argent du saut acrobatique.
Il s'installe ensuite dans le groupe de coupe du monde, remporte un nouveau titre de champion du monde junior en 2016, puis participe pour la première fois à des mondiaux senior en 2017 et se classe onzième de l'épreuve de saut. Il grimpe sur son premier podium de coupe du monde à Deer Valley le 12 janvier 2018 en s'imposant devant le double champion du monde chinois Qi Guangpu, puis récidive une semaine plus tard à Lake Placid avec une deuxième victoire. Un mois plus tard ce sont les Jeux olympiques de Pyeongchang dont il finit quinzième. Il termine la saison en remportant son premier globe de cristal de saut acrobatique, c'est-à-dire qu'il remporte le classement de la coupe du monde de la spécialité.
Le 6 février 2019, il remporte la médaille d'or en saut lors des championnats du monde de Park City. Il gagne deux nouvelles étapes de coupe du monde (Lake Placid et Minsk) mais ne conserve pas son titre (il termine quatrième du classement de saut acrobatique). En 2019-2020 il termine troisième de ce classement (avec une nouvelle victoire en fin de saison à Deer Valley. La saison suivante est très perturbée par la pandémie de Covid-19, mais pas Burov. Il remporte les cinq premières étapes de saut acrobatique et s'adjuge à vingt-deux ans son second globe de cristal de la spécialité dès le 30 janvier.

## Palmarès

### Jeux olympiques
| Épreuve / Édition   | Saut |
| JO 2018 Pyeongchang | 15e  |

### Championnats du monde
| Épreuve / Édition           | Saut | Saut par équipes |
| Mondiaux 2017 Sierra Nevada | 11e  | -                |
| Mondiaux 2019 Park City     | Or   | Bronze           |
| Mondiaux 2021 Aspen         | Or   | Or               |

### Championnats du monde junior
| Épreuve / Édition                  | Saut   |
| Mondiaux 2014 Chiesa in Valmalenco | Or     |
| Mondiaux 2015 Chiesa in Valmalenco | Argent |
| Mondiaux 2016 Minsk                | Or     |
| Mondiaux 2017 Chiesa in Valmalenco | 5e     |
| Mondiaux 2018 Raubichi             | 6e     |

### Coupe du monde
- Meilleur classement général : 4e en 2018[6].
- 2 gros globes de cristal :
  - Vainqueur du classement sauts en 2021 et 2022.
- 1 petit globe de cristal :
  - Vainqueur du classement sauts en 2018.
- 17 podiums dont 14 victoires, 1 deuxièmes places, 2 troisièmes places[7].

#### Différents classements en coupe du monde
| Année/Classement | Général | Général | Saut   | Saut   |
| ---------------- | ------- | ------- | ------ | ------ |
| Année/Classement | Class.  | Points  | Class. | Points |
| 2015             | 160e    | 3,00    | 29e    | 22     |
| 2016             | 130e    | 8,33    | 28e    | 50     |
| 2017             | 24e     | 36,43   | 7e     | 255    |
| 2018             | 4e      | 59,17   | 1re    | 355    |
| 2019             | 12e     | 47.20   | 4e     | 236    |
| 2020             | 14e     | 46.14   | 3e     | 323    |

#### Podiums
| Date             | Lieu                  | Place | Discipline |
| ---------------- | --------------------- | ----- | ---------- |
| 14 janvier 2017  | Lake Placid           | 3e    | Saut       |
| 4 mars 2017      | Moscou                | 3e    | Saut       |
| 12 janvier 2018  | Deer Valley           | 1er   | Saut       |
| 20 janvier 2018  | Lake Placid           | 1er   | Saut       |
| 19 janvier 2019  | Lake Placid           | 1er   | Saut       |
| 23 février 2019  | Minsk                 | 1er   | Saut       |
| 22 décembre 2019 | Shimao Lotus Mountain | 2e    | Saut       |
| 7 février 2020   | Deer Valley           | 1er   | Saut       |
| 4 décembre 2020  | Ruka                  | 1er   | Saut       |
| 16 janvier 2021  | Iaroslavl             | 1er   | Saut       |
| 17 janvier 2021  | Iaroslavl             | 1er   | Saut       |
| 17 janvier 2021  | Iaroslavl             | 1er   | Saut       |
| 23 janvier 2021  | Moscou                | 1re   | Saut       |
| 30 janvier 2021  | Raubichi              | 1er   | Saut       |